# Osiedle Skorupy, Białystok
Skorupy là một trong những quận của thành phố Białystok ở Ba Lan.